# 仁和寺

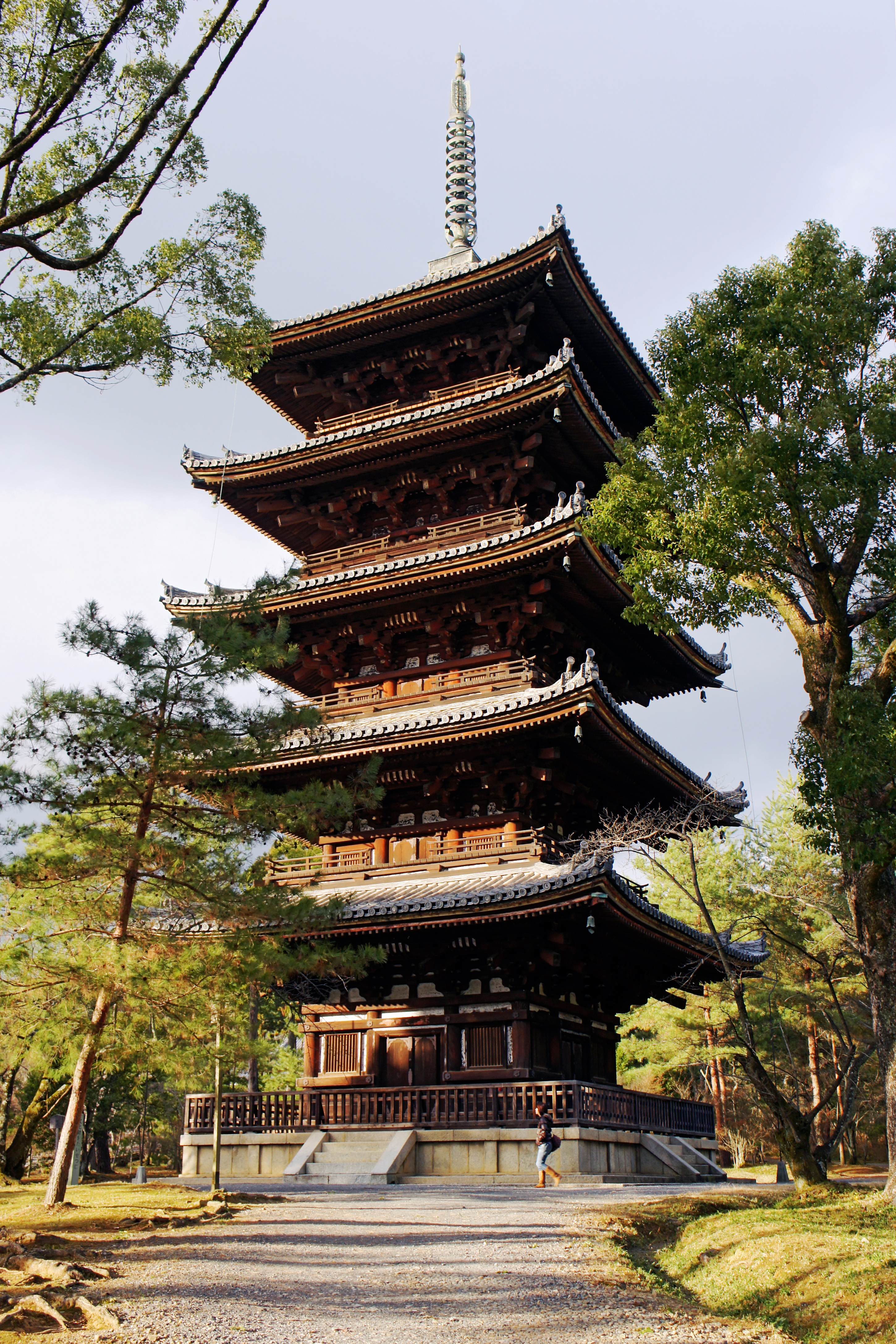
五重塔

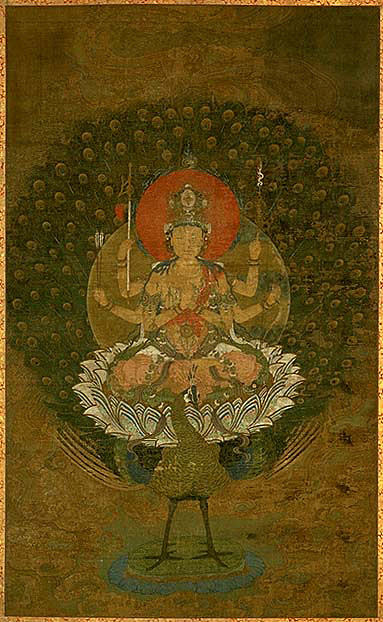
孔雀明王

仁和寺（日语：／ Ninna-ji）是一座位於日本京都府京都市右京區的佛教寺院，是真言宗御室派的總本山，由宇多天皇在仁和4年（888年）開基（創建）。山號大內山的仁和寺主要奉祀的是阿彌陀如來，1994年時與多座京都地區的古蹟一同以「古都京都的文化財」名義，被聯合國科教文組織列入世界遺產名單之列。
通常是由皇室或貴族擔任住持的仁和寺，是所謂的門跡寺院之一，宇多天皇在卸位出家後於此以法皇的身份居住修行，因此獲得御室御所的別稱。直到近代明治維新之後不再由皇族擔任住持，才改稱為「舊御室御所」。
除了宗教與歷史上的重要性外，仁和寺也以其境內的櫻花聞名，境內約有200棵被稱為「御室櫻」的櫻花樹。這些櫻花樹除了樹高比一般的櫻花樹低、枝幹低伸給人一種像是在低頭請安的視覺印象，而有「多福櫻」（お多福桜）的別稱外，由於它們約在每年4月20日過後才會盛開，是京都各地的賞櫻勝地中花期最晚的，因此到此處賞櫻常被認為是花季的完結收尾。1990年時，仁和寺的御室櫻獲選為日本櫻名所100選之一。

## 外部連結
- 仁和寺官方網站 （页面存档备份，存于）

35°01′52″N 135°42′50″E / 35.0310°N 135.7138°E